# Parafia Chrystusa Króla i Najświętszej Maryi Panny Królowej w Łubnie-Opace
Parafia Chrystusa Króla i Najświętszej Maryi Panny Królowej w Łubnie-Opace − parafia rzymskokatolicka znajdująca się w archidiecezji przemyskiej, w dekanacie Krosno III.

## Historia
Łubno-Opace od wieków należało do parafii Łubienko. Jesienią 1944 roku podczas frontu kościół i Lubienko zostały zniszczone. W 1945 roku w ocalałej wsi Łubno-Opace bp Franciszek Barda erygował ekspozyturę. W 1947 roku zbudowano drewniany kościół, według projektu arch. inż. Pisarka, a 8 października 1947 roku został poświęcony pw. św. Apostołów Szymona i Judy Tadeusza. 
W latach 1979–1990 zbudowano obecny murowany kościół, według projektu arch. Małgorzaty i Jana Grabarskich. 20 maja 1990 roku bp Edward Białogłowski poświęcił kościół pw. Chrystusa Króla i Najświętszej Maryi Panny Królowej. 7 czerwca 2015 roku abp Józef Michalik dokonał konsekracji kościoła. 
Na terenie parafii jest 1 776 wiernych (w tym: Łubno-Opace – 290, Łubno Szlacheckie – 434, Łajsce – 571, Piotrówka – 440, Tłoki i Stawy z Podniebylem – 41). 
Proboszczowie parafii:
1946–?. ks. Paweł Lis (ekspozyt).
1950–1958. ks. January Horwath (ekspozyt).
1959–1961. ks. Andrzej Szczurek (ekspozyt).
1964–1966. ks. Ignacy Potoczny(ekspozyt).
1966–2003. ks. prał. Tadeusz Balawender.
2003–2023 ks. kan. Edward Wołos.
2023– nadal ks. Józef Stepanko.